# Voislova, Caraș-Severin
Voislova este un sat în comuna Zăvoi din județul Caraș-Severin, Banat, România.

## Date geografice
Voislova este o parte integrantă a teritoriului de etnogeneză și continuitate neîntreruptă a poporului
român.
Lucian Blaga afirma: „satul este deschis, este cosmic și expus iubirilor”. Asta face ca viața țărănească,
spiritualitatea satului, să fie preluată de om ca o avere uriașă, indiferent în ce condiții istorice trăiește. În spiritul acestei moșteniri, putem avea certitudinea că suntem acasă atâta timp cât vor licări stelele pe bolta înlăcrimată a sufletelor noastre zbuciumate de dor, neputințe și dureri, dar și de multe bucurii. În următoarele rânduri voi prezenta pe scurt câteva date geografice și istorice despre Voislova, sat cu o istorie multiseculară care strălucește și astăzi cu edificiile și casele sale uimitoare.
Având un relief variat, prielnic pentru practicarea agriculturii și creșterea animalelor, posedând totodată,
bogate resurse ale solului și subsolului, această zonă a fost locuită neântrerupt, încă din zorii istoriei omenești.
Poziția geografică favorabilă i-a conferit Văii Bistrei din cele mai vechi timpuri, funcția de cale de acces
transcarpatică. Pe aici au avut drumuri dacii și tot pe aici au construit drum nou romanii, spre Sarmizegetusa, capitala Daciei romane. Pe frumoasa vale a Bistrei este situat satul Voislova.
Localitatea Voislova este așezată pe cursul superior al văii Bistrei, învecinându-se: spre est cu satele
Marga, Vama – Marga și Băuțar, spre nord cu Rusca Montană și Ruschița, spre vest cu Valea – Bistrei și Zăvoi
iar spre sud-vest cu Măgura, Măru și Poiana Mărului. Valea Bistrei formează culoarul de trecere care face legătura între țara Hațegului și ținuturile bănățene.
Prinsă între înălțimile de peste două mii de metri ale masivului Godeanu la sud și culmile mai joase ale munților Poiana Ruscăi, valea Bistrei este orientată în direcția est-vest, începând de la Porțile de Fier până în prelungirea marii câmpii a Tisei care înaintează ca un golf pe valea largă a Timișului. Valea Bistrei face parte din vechiul ținut românesc al Severinului cu o frământată istorie. Pe aici trecea unul din principalele drumuri romane către Ulpia Traiana Sarmisegetusa. Satele sunt înșirate de-a lungul văii sau sunt risipite pe înălțimi unde se întâlnesc și sălașele, așezări tipice pentru viața pastorală. Pe această vale minunată este așezată și localitatea Voislova.
Ocupația principală este creșterea vitelor, agricultura dar și pomicultura.
Satul Voislova se găsește situat pe paralela 45°20'03" latitudine nordică și meridianul 22°20'03" longitudine
estică.
Vatra satului este așezată între dealurile domoale Cocin la nord și Slatina la sud-est, de-a lungul șoselei
principale Caransebeș – Hațeg, fiind străbătută perpendicular de șoseaua Voislova – Rusca Montană – Ruschița,
care face legătura cu masivul Poiana Ruscăi, fiind întretăiată de două străzi laterale, ce formează o răscruce.
Voislova este o localitate compactă, așezată de-o parte și de alta a drumului național (DN 68), paralelă cu
râul Bistra, care o străbate. Odinioară, casele erau dispersate, dispuse și în afara satului, spre nord pentru a putea fi mai bine apărate din calea primejdiilor inerente, în epocă. Localitatea este aparținătoare comunei Zăvoi din județul Caraș – Severin, comună care este formată din șase sate ce se gospodăresc împreună: Voislova, Valea - Bistrei, Zăvoi, Măgura (fostă Crâjma), Măru, Poiana Mărului. Reședința de comună este în satul Zăvoi, unde se află sediul primăriei, al poliției precum și dispensarul medical al comunei. Voislova se află la distanță de 27 km de Caransebeș și la 8 km de Oțelu–Roșu, în vest, iar în partea de est la 27 km de Sarmizegetusa și la 44 km de Hațeg.
Situată la poalele dealurilor ce coboară molcom din trupul masiv al Munților Poiana Ruscăi, pe una din
terasele părăsite de râul Bistra atunci când totul era învăluit în taina trecutului, Voislova localitate cu o bună reputație în grupul așezărilor văii Bistrei bănățene, a strâns de-a lungul vremii un bogat tezaur de frumuseți. Faptul s-a datorat în primul rând poziției geografice pe care a ocupat-o localitatea în culoarul Bistrei, singurul drum de legatură între Banat și Țara Hațegului. Schimbările social-economice și cultural artistice dintre cele două provincii au contribuit la ridicarea nivelului de civilizație a oamenilor acestor locuri.
Ca poziție turistică, localitatea Voislova poate deveni punct de plecare spre Rusca Montană și Ruschița,
sate cu profil industrial, situate pe valea pârâului Rusca, afluent al râului Bistra care creează posibilități de valorificare imediată a frumuseților naturale. Voislova este un colț geografic aproape minuscul, în nord-estul Banatului, dar probabil că nu există în România un alt perimetru așa de restrâns care să concentreze atât de multe lucruri de văzut și admirat. Mai întâi te cucerește peisajul natural, casele și edificiile satului, bunătatea locuitorilor, iar apoi dacă mergi înspre vechea vatră a satului – „Satu' bătrân”, vechimea sălașelor voislovene, dar și locurile superbe unde sunt așezate acestea îți dau acea emoție interioară gândindu-te că în vremurile trecute, aici au locuit strămoșii noștri, fiind pus, ca și simplu privitor, de a retrăi acele momente memorabile din istoria satului nostru.

## Istoric
Sat atestat documentar in anul 1397.
Localitatea Voislova este așezată pe un drum strategic. De-a lungul existenței sale, ea a trebuit să plătească
cu grele suferințe, distrugerile cauzate de năvălitori. Valea îngustă a fost folosită până în evul mediu de armatele ce se îndreptau spre centrul Transilvaniei. Locuitorii acestei vetre au avut ce înfrunta. Tradiția înaintașilor i-a îndemnat în primul rând să-și prețuiască neamul și să-l apere până la sacrificiu.
În a doua jumătate a mileniului I î.e.n., acest ținut e cuprins în orizontul dezvoltării culturii și civilizației daco-getice, fiind integrat, în secolul I î.e.n., în vatra unitară de formare a statului dac centralizat și independent al lui Burebista. În urma războaielor din anii 101-102 și 105-106 e.n., Dacia, devenind provincie romană și pe aceste meleaguri există același proces istoric, caracteristic conviețuirii daco-romane. În cei peste 165 de ani de intensă romanizare, în cadrul unei vieți social-economice puternic consolidată, se deschid largi perspective de dezvoltare a obștilor daco-romane de mai târziu, integrându-se, astfel, și acest colț de țară, numit Voislova în ansamblul procesului de formare a poporului român și a limbii române.Izvoarele istorice de la începutul veacului al XIV – lea surprind, pentru spațiul montan al Banatului, forme proprii de organizare și manifestare a elementului românesc. Districtele bănățene potrivit documentelor din sec.XIV – XV, au beneficiat de autonomie locală în cadrul sistemului feudal apusean al regatului maghiar, afirmând vitalitatea românească aici.
Localitatea Voislova apare pentru prima dată atestată documentar6 în anul 1397 – dar aceasta nu înseamnă
că nu ar fi existat până la acea dată – ca făcând parte din Districtul Sebeșului, care grupa în secolele XIV – XV satele din depresiunea Caransebeșului, fapt confirmat documentar în anul 1350 prin actul privelegiat în favoarea voievodului Lupcin din familia Mâtnicenilor. Limita nordică a acestuia derulată pe valea Bistrei, de-a lungul culmilor Munților Poiana Ruscă, într-un sector cuprins între Ciuta și Băuțar găzduia și localitatea Voislova.
Într-o ordine cronologică, numele satului Voislova apare scris în documente sub următoarele forme7:
• În anul 1397 – WOZYLYOWA ;
• În anul 1430 – WOYZLOWA ;
• În anul 1544 – WHEZYLOWA ;
• În anul 1580 – VEIZLOVA ;
• În anul 1603 – VOIZLOVA ;
• Între 1690 ~ 1700 – VOIZLOVA ;
• În anul 1774 – VOESLOVA ;
• În anul 1840 – VAISLOVA ;
• Între 1843 ~ 1844 – VOJSLOVA ;
• În anul 1913 – SZŐRENYBALAZSD.
Satele, ca și oamenii, își au fiecare soarta lor. Uneori mai vitregă, alteori mai binevoitoare, soarta
oamenilor se răsfrânge în timp și asupra localității Voislova. Din acest punct de vedere, Voislova se înscrie în categoria satelor cu o istorie bogată în evenimente sociale și culturale având o foarte bună reputație în trecutul glorios al văii Bistrei.
NOTE: Petru Opruț – Voislova, Ed. Marineasa, Timișoara, 2008.

## Date demografice
Studiile demografice ne arată că în anul 1757 satul Voislova avea 20 de case, numărul locuitorilor nefiind
cunoscut, pentru ca în 1880 conform recensămintelor numărul caselor să crească la 51 cu o populație de 476
locuitori. În 1900 au fost 97 de case și 562 locuitori, iar în 1910 erau 124 case cu 636 locuitori. Ultimul
recensământ din 2005 se consemnează în localitatea Voislova 198 de case și 622 persoane, respectiv 320 bărbați și 302 femei.